# Lomtjärnen (Ovanåkers socken, Hälsingland)
Lomtjärnen är en sjö i Ovanåkers kommun i Hälsingland och ingår i Ljusnans huvudavrinningsområde. Sjöns area är 0,012 kvadratkilometer och den befinner sig 258 meter över havet.